# Bandera de Baviera
Existen oficialmente dos banderas de Baviera: la bandera de franjas horizontales, y la bandera de losanges, ambas bicolores de blanco y azul. Ambas banderas están históricamente asociadas con la familia real bávara de Wittelsbach, que gobernó Baviera.

## Generalidades
Tanto las banderas horizontal y vertical de franjas o de losanges blancos y azules sin escudo de armas pueden ser consideradas oficiales como bandera civil o del Estado y como enseña civil (en lagos y ríos). Las variantes que presentan las armas no solo no son oficiales, sino que no están consideradas legales. Sin embargo, de facto la bandera civil utilizada en muchos casos es la bandera de losanges con las armas, un símbolo muy popular del orgullo regional a lo largo de todo el Estado.
La tonalidad exacta de azul nunca ha sido prescrita, pero la mayoría de banderas utilizadas por el público son aproximadamente RGB 0-204-255; las banderas oficiales se acercan a RGB 0-128-255. Los losanges tampoco tienen prescrito un número de ellos, excepto que deben ser por lo menos 21, y el losange de la esquina superior derecha (incompleto) debe ser blanco. Algunos ciudadanos piensan que los losanges son representativos de los ríos y lagos de Baviera; o que su color proviene del color de los lagos y del cielo (como en el himno bávaro, que dice die Farben Seines Himmels, Weiß und Blau - 'los colores de su cielo, blanco y azul'); pero esto nunca ha sido probado. El otro argumento es que son históricos.